# Archeologia africana

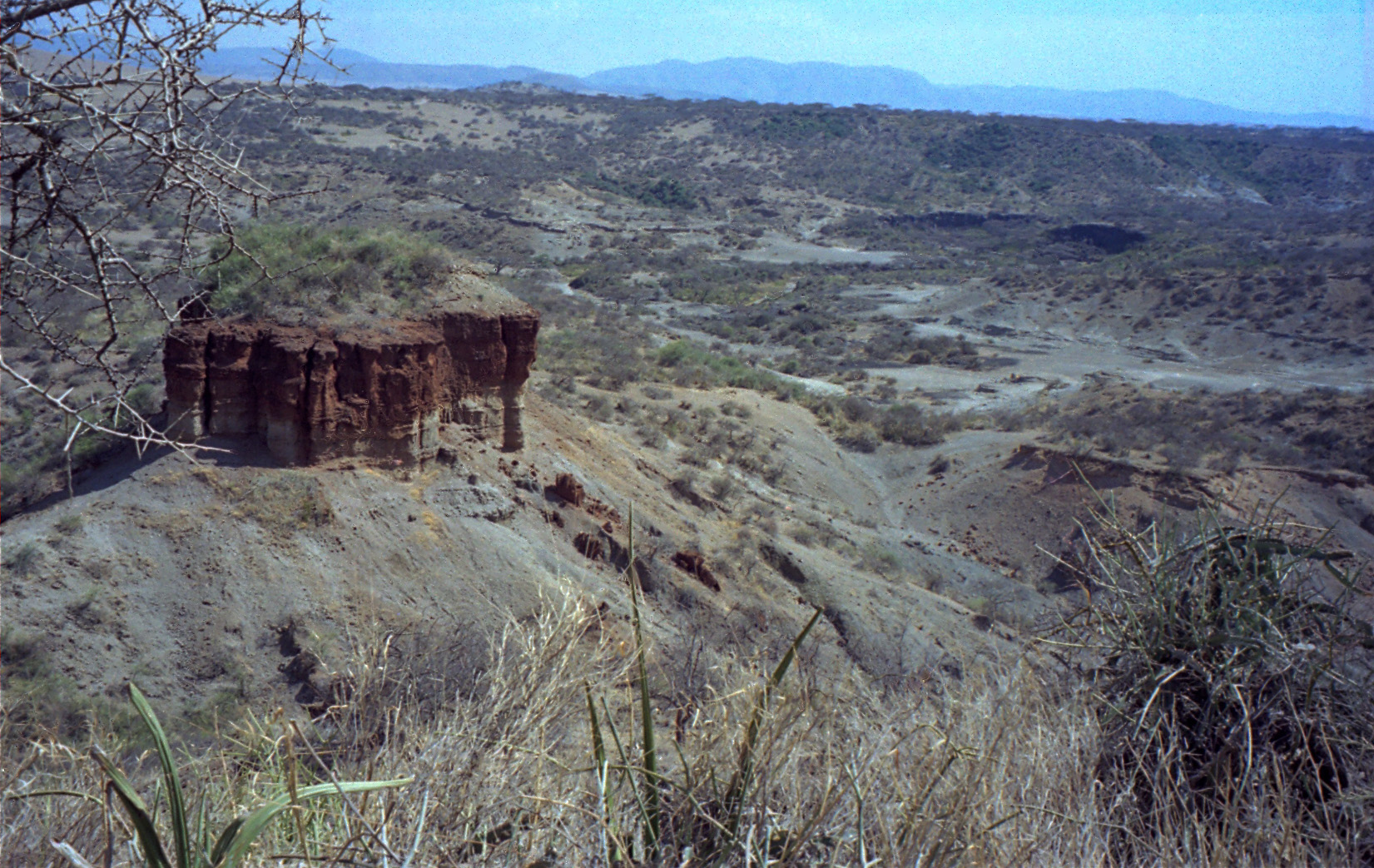
Gola di Olduvai, Africa orientale, una regione in cui numerosi scavi hanno portato alla luce oggetti preistorici

Il continente africano ha la più lunga storia di attività umana di tutto il mondo il che, unito alla sua estensione geografica, rende questa terra un'enorme fonte di ricchezze archeologiche. Gli studiosi hanno esaminato l'egittologia per secoli, ma solo recentemente l'attenzione degli archeologi si è spostata anche nel resto del continente.

## Africa del Pliocene e Pleistocene
Le prime prove di attività archeologica provengono dai siti della Rift Valley in Africa orientale, quali la Gola di Olduvai nell'odierna Tanzania. Si pensa che i primi ominidi si siano evoluti ad Olduvai o poco distante, attorno ai 4 milioni di anni fa. Sono noti come australopithecina, e tra i loro fossili c'è la famosa Lucy. Il primo utensile grezzo in pietra Olduvaiano prodotto qui risale a 2,5 milioni di anni fa, ed è opera del cosiddetto homo habilis. Circa un milione di anni dopo, gli Olduvaiani Sviluppati e gli Acheuleani produssero amigdale più evolute; si trattava dell'homo erectus. Gli studi archeologici relativi a quest'era videro pionieri quali Louis Leakey e la sua famiglia, e si concentrarono sui primi sviluppi di utensili, sul fuoco e sulla dieta degli ominidi. Siti quali le cascate Kalambo hanno fornito ottime prove di questa attività.
All'inizio del medio paleolitico, attorno al 120 000 a.C., le società africane erano composte da cacciatori e raccoglitori, che sfruttavano le mandrie di grandi mammiferi che popolavano il continente traendone la carne, compresi gli elefanti ed i terribili bufali africani. L'area oggi nota come deserto del Sahara era un'immensa prateria, e sembra che i primi umani preferissero queste pianure alle giungle che riempivano l'Africa centrale. I popoli che abitavano la costa si cibavano di animali acquatici, e molte antiche discariche di spazzatura ne dimostrano la dieta.
L'homo sapiens sapiens apparve per la prima volta attorno al 100 000 a.C.in Africa, e ben presto sviluppò nuove tecniche di costruzione degli strumenti in selce. Queste permisero più controllo sul dimensioni e forma dell'arnese completato, e portò allo sviluppo di arnesi composti, tra cui punte di armi da lancio e oggetti per scavare, legati a lance, frecce o manici. A sua volta, queste tecniche permisero l'evoluzione di nuove metodologie di caccia, come dimostrato dai reperti ateriani.
Nonostante si trattasse ancora di cacciatori e raccoglitori, esistono prove che questi antichi umani gestissero le riserve di cibo o addirittura lo coltivassero. Le giungle del bacino del fiume Congo furono occupate la prima volta in questo periodo; le diverse condizioni e una diversa dieta favorirono lo sviluppo di particolari utensili e comportamenti. Apparvero anche i primi segni di arte tramite l'uso di ocra come decorazione del corpo e come pittura, e potrebbe anche essere stata usata nell'esecuzione di pratiche funerarie rituali.

## Africa nella tarda età della pietra
Attorno al 10 000 a.C., le società africane svilupparono una tecnologia microlitica che permise di affinare gli strumenti, e di montarli quindi in serie su di un'impugnatura. Questi nuovi arnesi si dimostrarono utili per l'agricoltura e per la pesca, con la nascita di ami sempre più piccoli, permettendo un'ulteriore varietà nella dieta. Queste condizioni del neolitico, particolarmente buone, portarono a nuovi insediamenti in varie parti dell'Africa, dato che lo stile nomade di cacciatori-raccoglitori fu sostituito da una società agraricola ed allevatrice. Altre parti del continente, invece, rimasero al paleolitico. I primi reperti africani di lavorazione della ceramica, coltivazione di piante ed allevamente di animali provengono dal settentrione, e risalgono al 7000-6000 a.C. Questo nuovo stile di vita è raffigurato con immagini nelle pitture rupestri del Sahara. Con l'aumento di estensione del Sahara a causa del riscaldamento globale del pianeta, i suoi primi agricoltori furono costretti a migrare verso sud ed est, fino alle valli del Niger e del Nilo, contribuendo alla diffusione delle loro nuove idee.

## Utilizzo del metallo in Africa
Frumento, orzo, pecore e capre furono ben presto adottate dai contadini asiatici ed africani, ma l'utilizzo di strumenti di metallo raggiunse l'Africa solo quando gli Egizi raggiunsero l'età del bronzo attorno al 4000 a.C. L'uso di recipienti di bronzo apparve nei millenni successivi, ma il metallo soppiantò la pietra solo nel 500 a.C., quando ferro e rame furono portati a sud in tutto il continente, raggiungendo l'estremità attorno al 200 d.C. La diffusione dell'utilizzo del ferro rivoluzionò le comunità agricole dei Bantu, i quali cacciarono le restanti comunità di cacciatori-raccoglitori durante la loro espansione agricola nella savana selvaggia. I tecnologicamente superiori Bantu si espansero per tutta l'Africa meridionale, e divennero ricchi e potenti, producendo ferro per arnesi ed armi su scala industriale.

## Africa storica
Il commercio con il Vicino Oriente e l'Europa portarono alla nascita di potenti imperi mercantili quali l'etiope regno di Axum. I Bantu costruirono il sito di Grande Zimbabwe tra il X ed il XV secolo. La parte settentrionale del continente ebbe molti parallelismi con la cultura e l'economia del Mediterraneo classico e medievale. L'allevamento di bestiame divenne importante in Africa orientale, e furono costruiti imponenti opere in terra battuta per poter contenere le mandrie. Le persone dell'Etiopia cristiana costruirono imponenti chiese monolitiche come quella di san Giorgio a Lalibela nel XIII secolo, e le prime fortezze portoghesi apparvero poco giungendo fino allo Zambia.